# Madagascarchaea gracilicollis
Espèce
Synonymes
- Archaea gracilicollis Millot, 1948
- Eriauchenius gracilicollis (Millot, 1948)

Madagascarchaea gracilicollis est une espèce d'araignées aranéomorphes de la famille des Archaeidae.

## Distribution
Cette espèce est endémique de Madagascar.

## Description
Le mâle décrit par Wood en 2008 mesure 2,2 mm et la femelle 2,5 mm.

## Publication originale
- Millot, 1948 : Faits nouveaux concernant les Archaea [Aranéides]. Mémoires de l'Institut Scientifique de Madagascar, vol. 1, no A1, p. 3-14.